# 열음엔터테인먼트
열음엔터테인먼트(Yuleum Entertainment)는 대한민국의 연예 기획사다.

## 소속 연예인
- 서영 - 배우
- 서지석 - 배우
- 김서라 - 배우
- 강세정 - 배우
- 유정래 - 배우
- 유화 - 배우
- 박민지 - 배우
- 최홍일 - 배우
- 이시훈 - 배우
- 차엽 - 배우
- 김동규 - 배우
- 문지인 - 배우
- 김정은 - 배우
- 지상혁 - 배우